# Мак-Минвилл (Орегон)
Мак-Минвилл (англ.  McMinnville) — город и административный центр округа Ямхилл в штате Орегон (США).

## Описание
Административный центр округа Ямхилл с 1886 года. Находится в северо-западной части Орегона, на реке Саут-Ямхилл. Основанный в 1844 году и названный в честь Мак-Минвилл, Теннесси, он развивался как сервисный центр для фермеров долины Ямхилл. Колледж Линфилда (1849 г.), связанный с Американскими баптистскими церквями, спонсирует Научно-исследовательский институт Линфилда, научную лабораторию. Экономика ориентирована на лесозаготовительную и пищевую промышленность, дополненную лёгкой промышленностью; винодельческая промышленность выросла с 1980-х годов. Пасифик-Кост-Терки-Рама — ежегодное мероприятие, проводимое в ноябре. Таун с 1876 года, сити с 1882 года. Население в 2000 году — 26 499 жителей, в 2010 году — 32 187 жителей.

## Население
| 2010   | 2020    |
| ------ | ------- |
| 32 187 | ↗34 319 |